# Lễ tế giao

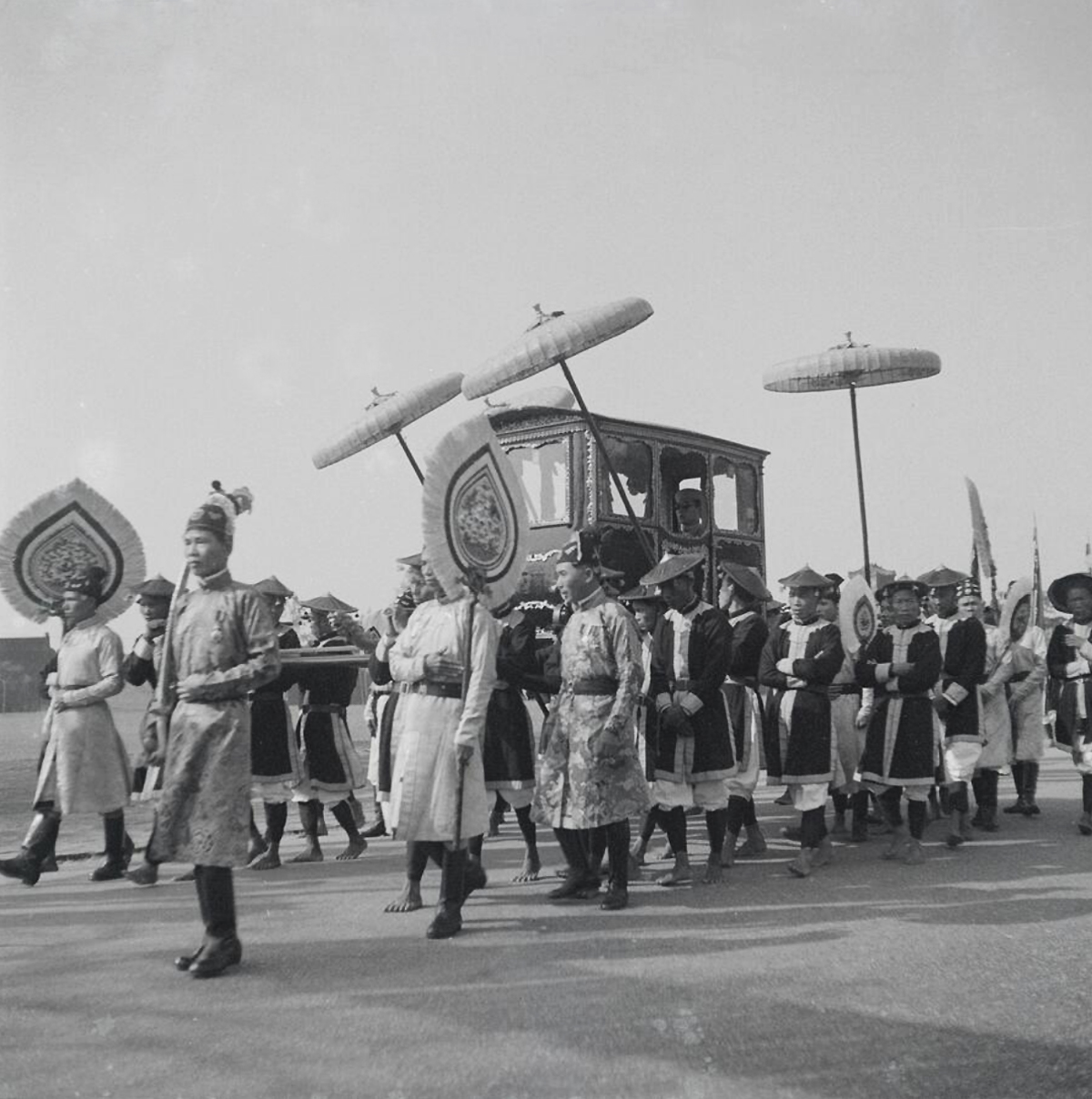
Vua Bảo Đại ngồi trong ngự liễn (kiệu) trên đường tới Đàn Nam Giao làm lễ tế năm 1942

Lễ tế giao (chữ Hán: 郊天禮 (Giao Thiên lễ) / 祭天 (Tế Thiên)), thường gọi lễ tế Nam Giao (chữ Hán: 南郊禮 (Nam Giao lễ)), là nghi lễ tế trời do vị quân chủ của một nước theo văn hóa Trung Hoa Khổng giáo tiến hành. Đây là nghi thức được xếp vào hàng Đại tự (lễ lớn) và là lễ tế linh thiêng bậc nhất của các triều đại phong kiến – quân chủ ở Đông Á:189.

## Tên gọi
Giao (郊) nguyên nghĩa là "chỗ cách xa nước một trăm dặm", sau chỉ vùng đất phía ngoài thành, ngoại ô. Vào tiết đông chí, vua làm lễ tế trời ở khu đất phía nam thành (nam giao), tiết hạ chí thì tế đất ở khu đất phía bắc thành (bắc giao), nên tế trời, đất gọi chung là tế giao. Vì vậy, nghi lễ tế trời gọi đầy đủ là lễ Nam Giao hay giao thiên trong các văn bản chữ Hán.

## Tại Trung Hoa

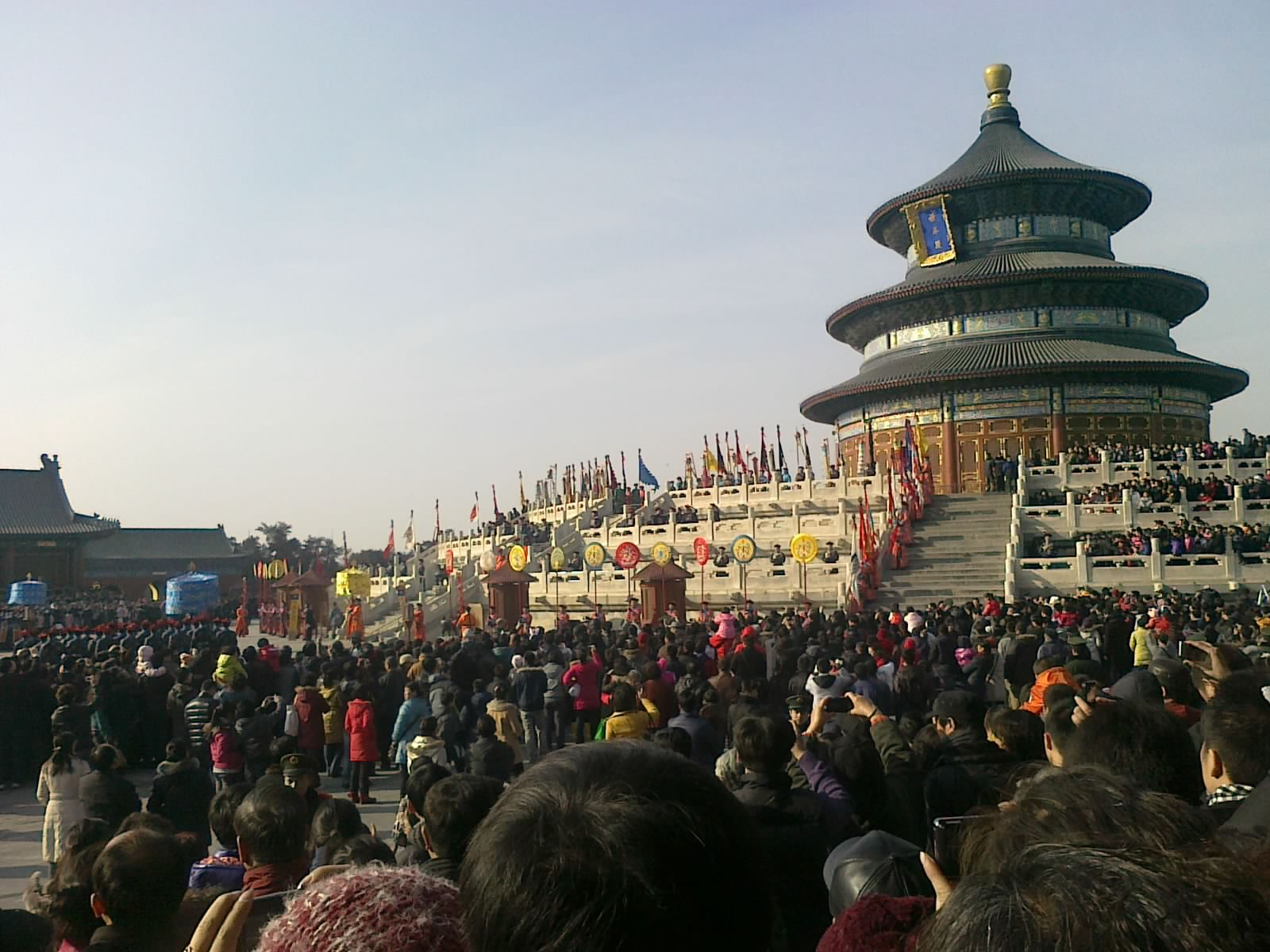
Buổi phục dựng lễ tế trời ở Thiên Đàn, Bắc Kinh năm 2011

Lế tế giao bắt nguồn từ nhà Chu, hình thành bởi sự kết hợp giữa tín ngưỡng dân gian Trung Hoa và lễ nghi do Chu Công đặt định. Người Trung Hoa cổ đại cho rằng Hạo Thiên Thượng đế là vị thần tối cao cai quản cõi trời (Thiên đình) vì thế Hoàng đế là người đứng đầu thế giới loài người phải thay mặt toàn thể dân chúng mà làm lễ tế trời.
Kinh Lễ, chương Tế pháp viết: "...Đến Thất đại mới lập ra việc tế tự, tế giao, thờ phụng tổ tông...". "Thất đại" chỉ đời Nhà Chu (sau Hoàng Đế, Chuyên Húc, Đường, Ngu, Hạ, Thương). Nhà Chu dùng thuyết thiên mệnh để tạo ra sự chính danh cho các vị quân chủ của mình và đặt ra khái niệm Thiên tử (con của Trời) để phân biệt với vua của các nước chư hầu. Sách Chu lễ quy định nhiều nghi thức chỉ dành cho Thiên tử nhà Chu trong đó có việc tế trời vào tiết đông chí trên gò đất hình tròn (viên khâu), tế đất vào tiết hạ chí trên nền đất hình vuông (phương trạch) ở phía ngoài kinh thành (giao) nên gọi nghi lễ này là tế giao (giao tự).
Thời Xuân Thu Chiến Quốc, khi Nước Tần trở nên hùng mạnh, đã lập đàn tế ở Ung Thành, làm lễ tế Bạch Đế để thể hiện địa vị thống trị thiên hạ của mình một cách hợp pháp, dù thiên tử Nhà Chu vẫn tồn tại. Lưu Bang sau khi lên ngôi Hoàng đế tiếp tục tu sửa và mở rộng đàn tế này. Di chỉ đàn tế Ung Thành ở quận Phượng Tường, Thiểm Tây đã được phát lộ bởi các nhà khảo cổ Trung Quốc vào năm 2015.　
Các triều đại phong kiến Trung Quốc sau đó tiếp tục duy trì nghi lễ tế trời như một đặc quyền dành cho Hoàng đế (hay Thiên tử). Nghi lễ này ảnh hưởng tới các nước chịu ảnh hưởng của văn hóa Trung Hoa khiến các triều đại Việt Nam, Triều Tiên, Nhật Bản đều tiến hành lễ tế giao theo quy chế được quy định ở Trung Quốc với một số thay đổi nhỏ tùy theo quốc gia.

### Đàn tế
Nơi tiến hành các nghi lễ tế được gọi là đàn (坛). Vì thế đàn tế trời được gọi là thiên đàn hoặc nam giao đàn (đàn Nam Giao), thường có dạng hình tròn, tượng trưng cho bầu trời. Các đàn tế trời ở Đông Á đều chịu ảnh hưởng của triết lý trời tròn trong văn hóa Trung Hoa nên luôn có dạng hình tròn. Hầu hết đàn tế trời tại Đông Á chỉ còn là di chỉ khảo cổ được khai quật từ lòng đất. Tuy nhiên, một số đàn tế trời của các triều đại phong kiến cuối cùng ở các nước vẫn còn tương đối nguyên vẹn, có thể kể đến như:
- Thiên đàn ở Bắc Kinh, Trung Quốc
- Đàn Nam Giao triều Nguyễn ở Huế, Việt Nam
- Viên Khâu Đàn ở Seoul, Hàn Quốc

## Tại Nhật Bản

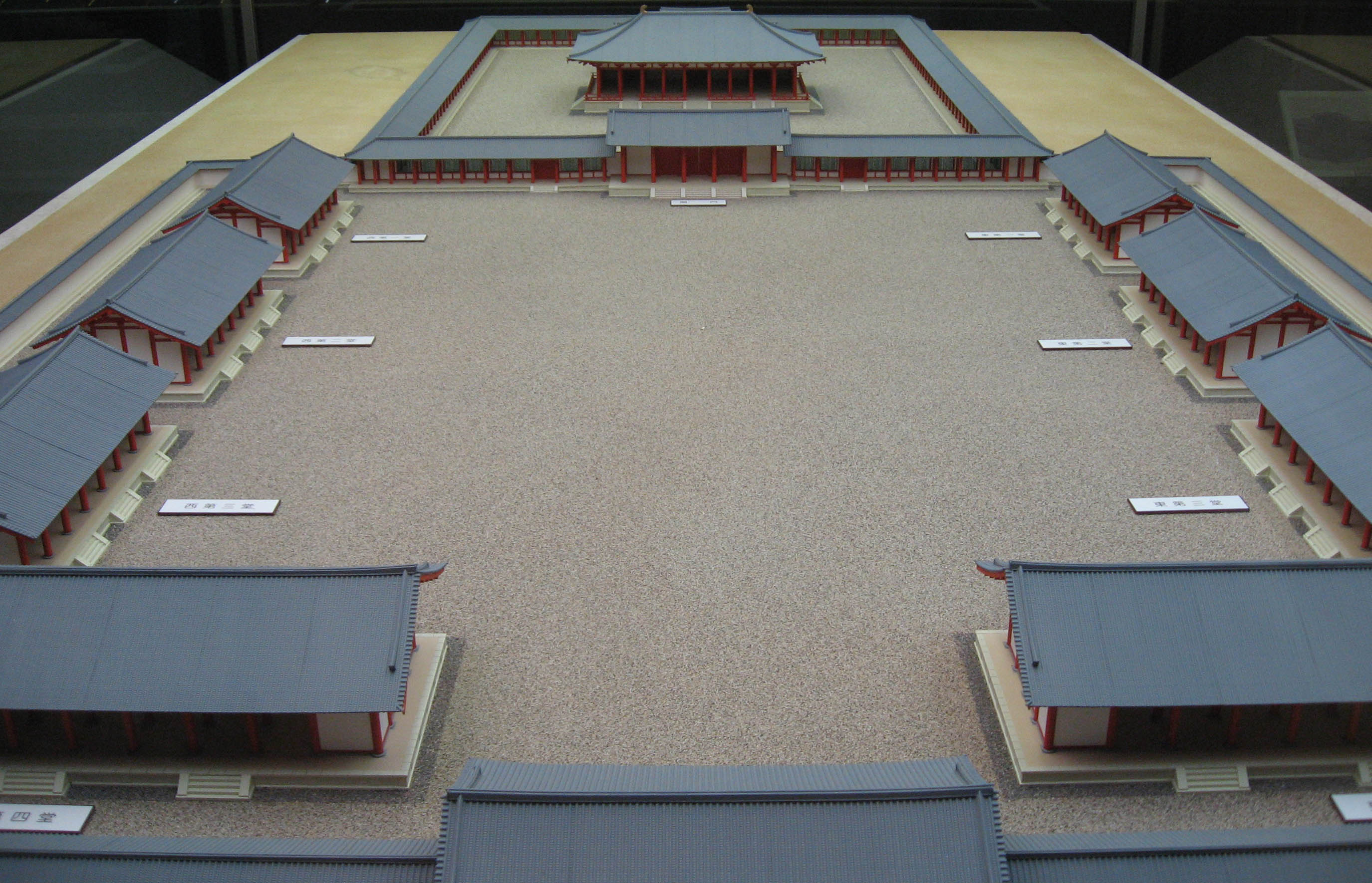
Mô hình phỏng dựng kinh đô Nagaoka, phía ngoài thành là nơi Thiên hoàng Kanmu tế giao

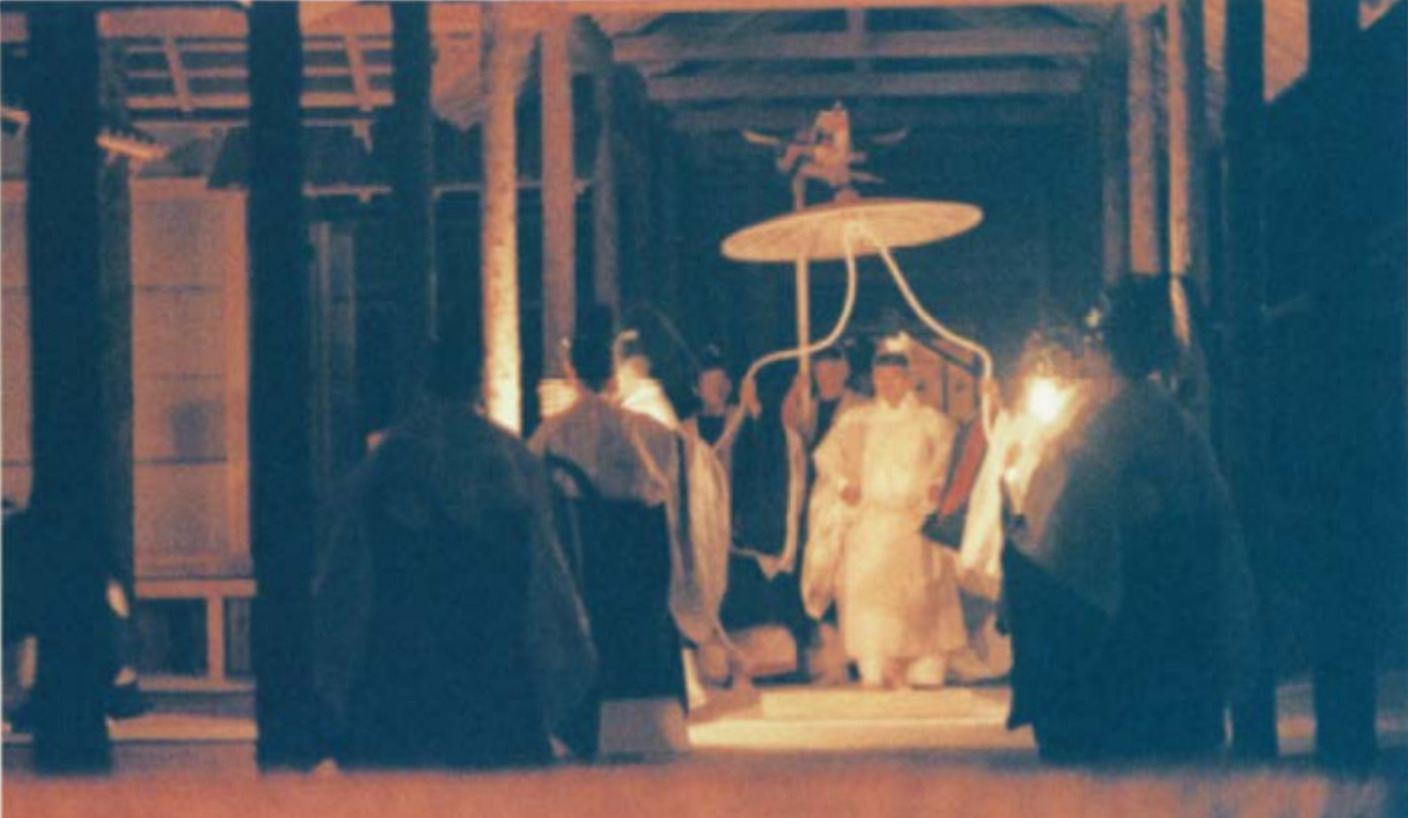
Nhật hoàng Akihito làm lễ Đại Thường tế khi lên ngôi vào năm 1990. Một biến thể của Lễ tế giao

Nghi lễ tế trời được du nhập từ Trung Hoa vào Nhật Bản dưới thời Nhà Đường, hoàng đế sẽ làm lễ tế vào ngày Đông chí. Theo sách Tục Nhật Bản Kỷ (tiếng Nhật: 続日本紀), Thiên hoàng Shōmu đã thực hiện nghi thức tế trời trong buổi lễ triều hạ (bá quan vào chầu và chúc mừng) vào ngày mùng một Tết năm 725.
Tuy nhiên, các tôn giáo được du nhập từ bên ngoài như Nho giáo và Phật giáo đã được hợp nhất với các tín ngưỡng bản địa Nhật Bản (tiêu biểu là Thần đạo) nên những quan niệm cũng có nhiều sai khác so với Trung Hoa. Nữ thần Mặt Trời Amaterasu vốn là một vị thần tự nhiên bản địa được coi là vị thần tối cao, là thần tổ của Thiên Hoàng cũng như cả đất nước Nhật Bản. Các Thiên hoàng cho xây dựng đền thờ và trực tiếp làm lễ tế. Vì vậy các nghi lễ tế giao do nhà vua thực hiện ở Nhật Bản dần dần được bản địa hóa thành nghi lễ tế Nữ thần Mặt Trời tại Thần cung Ise. Đến thời Heian, các Thiên hoàng nắm quyền lực tuyệt đối cũng là lúc Phật giáo thâm nhập sâu rộng vào xã hội Nhật Bản. Thuyết "Bản địa thuỳ tích" (本地垂迹説/ Honji Suijaku Setsu) được Hoàng thất Nhật Bản tuyên truyền ở thời kì này cho rằng Phật là Bản địa, nguyên gốc (本) của Thần còn Thần là Thuỳ tích, dấu vết (迹) tức là hiện thân tạm thời của Phật. Theo thuyết này thì Nữ thần Mặt Trời chính là hoá thân của Đại Nhật Như Lai (Dainichi Nyorai). Thần và Phật vốn là đồng nhất, Phật vốn ở Ấn Độ, song vì phổ độ chúng sinh mà rời gót đến Nhật Bản thành Thần. Sách Nhật Bản Thư Kỷ (tiếng Nhật: 日本書紀) đã ghi chép lại rằng vào năm thứ 2 đời Thiên hoàng Monmu (tức năm 698) đã ra lệnh cho xây tại Ise, quận Watarai một ngôi chùa thờ chung cả Thần lẫn Phật, gọi là chùa Đại Thần Cung (大神宮寺/ Jinguji/ Đại Thần Cung Tự). Các nghi lễ tế trời dần mang màu sắc cúng Phật.
Thiên hoàng Kanmu là người đã tập trung được rất nhiều quyền hành, khẳng định quyền lực tối cao của Thiên hoàng tại Nhật Bản. Năm 784 ông cho dời đô đến Nagaoka (tỉnh Kyoto ngày nay) nhằm hạn chế ảnh hưởng của các thế lực Phật giáo đã bám rễ ở vùng Nara và cho phổ biến kinh điển Nho giáo Trung Hoa trong dân chúng như kinh Xuân Thu. Vì thế, Thiên hoàng đã thực hiện lễ tế nam giao vào ngày Đông chí năm 785 tại vùng ngoại ô kinh đô, tức là Ly cung Katano (交野離宮/ Giao Dã ly cung), quận Katano, tỉnh Kawachi (nay thuộc địa phận tỉnh Osaka) để khẳng định quyền lực hoàng đế của mình như Thiên tử Trung Hoa.
Quan niệm hiện đại về tế thần ở Nhật Bản bắt đầu từ thời Minh Trị, khi chủ nghĩa dân tộc kiểu phương Tây trỗi dậy ở Nhật Bản và được cổ xúy bởi Hoàng thất. Các nghi lễ tế trời vẫn được thực hiện bởi Thiên hoàng nhưng các vị thần được tế hoàn toàn thuộc về Thần đạo, đặc trưng cho tính dân tộc Nhật Bản. Hằng năm, Thiên hoàng làm các lễ tế trời tạ ơn được mùa gọi là Tân Thường tế (新嘗祭/ Niiname-sai). Tế Thường (嘗) vốn là nghi lễ tế vào mùa thu của nhà Chu ở Trung Quốc. Trong đó lễ tế Thường đầu tiên của một Nhật hoàng, gọi là Đại Thường tế (大嘗祭/ Daijō-sai) là một phần của Lễ đăng quang của Thiên hoàng Nhật Bản thời hiện đại.

## Tại Triều Tiên
Trần Thọ, Tam quốc chí, Quyển 30: Ô Hoàn Tiên Ti Đông Di truyện
Các nghi thức tế lễ để tạ ơn trời đất sau mỗi mùa vụ đã xuất hiện từ khá sớm trong cộng đồng cư dân nông nghiệp cổ ở Triều Tiên. Nghi thức tế trời do một vị vua tiến hành chỉ thực sự được chuẩn hóa và thực hiện bởi triều đình kể từ Nhà Cao Ly. Nghi lễ tế trời được gọi là Tế thiên hành sự (chữ Hán:祭天行事, tiếng Triều Tiên: 제천행사). Vua Cao Ly Thành Tông là người đầu tiên cho làm Đàn Viên Khâu (圜丘壇) và thực hiện lễ tế viên khâu (圜丘祭). Các vua Cao Ly tự xưng là Đông Di Thiên Tử (東夷天子), chấp nhận vị trí "di" đối với Thiên tử Trung Hoa nhưng vẫn là vua một nước nên từ đó về sau các vua Cao Ly vẫn đều đặn tiến hành lễ tế tuy nhiên sử sách Cao Ly không ghi lại nhiều, cũng không rõ vị trí của Đàn Viên Khâu.
Sang Nhà Triều Tiên, đàn Viên Khâu và nghi thức tế lễ được khôi phục lại từ năm thứ ba sau khi Triều Tiên Thế Tổ lên ngôi (1457). Tuy nhiên việc tế trời diễn ra được bảy năm thì bị dừng lại. Tầng lớp quan lại và trí thức Nho giáo cho rằng Vua Triều Tiên chỉ xưng vương, sử dụng niên hiệu của nhà Minh nên không thể đứng ra tế trời, chỉ có Hoàng đế Nhà Minh mới đủ tư cách để làm lễ tế giao.
Đến tận năm 1897, khi Triều Tiên Cao Tông xưng đế, đổi quốc hiệu là Đại Hàn Đế quốc thì mới cho xây Viên Khâu Đàn ở Hán Thành (Seoul) để làm lễ tế trời, chính thức hóa danh hiệu thiên tử của mình.

## Tại Việt Nam
Phan Huy Chú, Lịch triều hiến chương loại chí, phần Lễ nghi chí.
Nghi lễ tế giao gắn liền với Hoàng đế, vì vậy có thể phỏng đoán lễ tế giao bắt đầu được thực hiện tại Việt Nam từ nhà Đinh khi Đinh Bộ Lĩnh lên ngôi, xưng là "Hoàng đế", lần đầu tiên đặt niên hiệu để sử dụng rộng rãi ở Việt Nam. Đại Việt sử ký toàn thư ghi lại chi tiết đầu tiên nhắc tới đàn tế giao vào năm 1154, vua Lý Anh Tông cho đắp đàn Viên Khâu phía nam La Thành.
Tháng giêng, mùa xuân. Tế nam giao.
Hàng năm, cứ đầu mùa xuân, làm lễ hợp tế trời đất ở điện Chiêu Sự đàn Nam giao, nhà vua thân hành đến làm lễ. Trịnh Tùng đem trăm quan theo hầu để dự lễ bồi tế. Việc này người ta cùng truyền tụng là một điển lễ long trọng.
Lời cẩn án - Việc tế giao hàng năm, người chép nối sử triều Lê đều không chép. Họ lấy cớ rằng việc này là theo thể lệ thường như thế. Này, nhà Lê từ lúc trung hưng trở về sau, gươm Thái A đã để người khác nắm đằng đuôi, người dưới lấn quyền, người trên thất thế, lai lịch dẫn đến như thế kể đã từ lâu, nói về lễ nghĩa vua tôi đã đổ nát hết, chỉ có việc nam giao tế trời là còn giữ được thân phận tôn ti mà thôi.
Khâm Định Việt Sử Thông Giám Cương Mục, Chính Biên, Quyển 31
Từ thời Lê trở đi, việc tế Nam Giao được triều đình rất coi trọng, vua trực tiếp tế Nam Giao. Trong khi hành lễ tế Nam Giao bất kỳ một sơ sẩy nào cũng được coi là điểm gở. Trong lịch sử tế Nam Giao, có 2 lần sự cố xảy ra trong khi hành lễ. Sự cố thứ nhất là vào năm 1403, khi Hồ Hán Thương dâng rượu tế Nam Giao, tay run đánh đổ rượu xuống đất đã huỷ bỏ lễ tế Nam Giao năm ấy. Sự cố thứ 2 vào năm 1572, vua Lê Anh Tông khi làm lễ tế Nam Giao đã đánh đổ lư hương nên phải đổi niên hiệu từ "Chính trị" sang niên hiệu "Hồng Phúc".
Ngô Sĩ Liên và Nghiên Nhân Thọ làm chức Đô ngự sử đã dựa theo học thuyết chính thống của Nho giáo mà khuyên vua Lê Thánh Tông không nên tế giao vì Đại Việt vốn chỉ là phiên thần của Trung Quốc, phải là thiên tử Trung Hoa mới có quyền tế giao. Vua Lê Thánh Tông nói rằng việc tế giao là theo lệ cũ của tổ tông và đã mắng hai người rất gay gắt, cho họ là "bọn gian thần bán nước". Điều này thể hiện rõ tư tưởng đế vương, ngang hàng với hoàng đế Trung Hoa của các vua Đại Việt.
Khi Vua Lê còn đang ở hành cung Vạn Lại, chống nhau với nhà Mạc đã cho lập đàn Nam Giao để tế trời nhằm khẳng định sự chính thống của triều đại mình, rằng các Vua Lê mới là thiên tử được thừa kế đất nước, không phải Vua Mạc.
Đến thời Lê Trung Hưng, chúa Trịnh nắm thực quyền, thế lực lấn át vua Lê, tuy nhiên vào lễ tế Giao thiêng liêng bậc nhất thì vua Lê vẫn là người có địa vị cao nhất, vì chỉ bậc thiên tử mới được đứng ra chủ tế. Sang thời Tây Sơn vẫn duy trì việc tế Nam Giao ở kinh đô Phú Xuân. Đàn Nam Giao triều Tây Sơn còn là nơi công bố, niêm yết khi thay đổi niên hiệu. Năm 1801, vua Quang Toản bỏ Phú Xuân chạy ra Bắc thành (Thăng Long) cho đắp gò Viên Khâu ở ngoài cửa Liễu Thị, xây đàn Phương Trạch ở trên Tây hồ, đến ngày đông chí, hạ chí thì tế thiên địa ở hai nơi ấy.
Đến nay, ở Việt Nam còn lại dấu tích của bốn đàn Nam Giao là Đàn Nam Giao Thăng Long, Đàn Nam Giao nhà Hồ, Đàn Nam Giao nhà Tây Sơn và Đàn Nam Giao triều Nguyễn, không kể Đàn Kính Thiên được phục dựng ở cố đô Hoa Lư.

### Trang phục

Hình vẽ minh họa Hoàng đế mặc Cổn Miện trong sách Cổ kim đồ thư tập thành đời Thanh

Lễ tế giao là nghi lễ tôn nghiêm trang trọng nhất vì thế Hoàng đế và các quan lại dự lễ đều phải mặc lễ phục. Loại lễ phục tế giao trang trọng hơn cả triều phục thông thường. Ngay từ thời Xuân Thu tại Trung Quốc, Cổn Miện đã được quy định là trang phục đại lễ dành cho thiên tử nhà Chu, vua chư hầu và một số vị đại thần. "Cổn Miện" là tên gọi tắt của bộ Lễ phục áo Cổn (衮), mũ Miện (冕), dành riêng cho đế vương và vương công đại thần sử dụng trong các dịp đại lễ như tế trời đất, lễ lên ngôi. Chế độ Cổn Miện của Việt Nam muộn nhất được đặt định vào triều Đinh (với sự kiện Thái hậu Dương Vân Nga khoác áo long cổn lên người Lê Hoàn), được kế thừa qua các triều đại Tiền Lê, Lý, Trần, Hồ và tuyệt tích vào thời thuộc Minh. Bộ Lễ phục này bị phế bỏ vào thời Lê Trung Hưng và được khôi phục vào thời vua Minh Mạng triều Nguyễn. Vào thời Nguyễn, Cổn Miện chỉ được sử dụng trong dịp tế Nam Giao:382.
Thời Lê Trung Hưng, vua Lê chỉ có hư vị, không có thực quyền vì thế nhiều quy chế lễ nghi dành cho thiên tử thời Lê sơ dần bị loại bỏ. Trong đó, các vua Lê Trung Hưng áp dụng Thường phục của vua Lê sơ làm Lễ phục và Triều phục, phế bỏ quy chế Cổn Miện trong dịp tế Giao. Điều này tuy bề ngoài chỉ là sự thay đổi về áo mũ, song thực chất là sự thay đổi về tư tưởng cũng như tư thái của đế vương. Chính Phan Huy Chú nhận định:
"Từ thời Trung Hưng về sau, vào các dịp đại lễ, hoàng thượng chỉ đội mũ Xung Thiên. Trộm nghĩ [...] kiểu dáng mũ Xung Thiên so với mũ Phốc Đầu không quá khác biệt. Văn sức không đầy đủ thì thể cách không tôn nghiêm. Bậc vương giả đặt định lễ nghi thì phải khôi phục quy chế Cổn Miện. Khổng Tử nói mặc Cổn Miện của nhà Chu. Thực là phép thức cho muôn đời vậy.":188
| “                                                   | Lễ tế Giao mặc áo mũ màu huyền (đen huyền), đến nhà Đại Thứ thay áo, lại đội mũ Xung Thiên, mặc Hoàng bào đúng như nghi lễ [...] Chúa thượng (Chúa Trịnh) vào các dịp đại lễ như tế Giao, tiến tôn, mặc áo bào tía (tử bào), đội mũ Xung Thiên, đeo đai ngọc. | ” |
| — Lịch triều hiến chương loại chí, Lễ nghi chí::189 | |   |

Như vậy riêng trang phục tế Giao, trước khi tới nhà Đại Thứ thay Hoàng bào, vua Lê mặc áo mũ màu huyền trên dọc đường đi từ cửa Đại Hưng ra. Màu huyền chính là màu áo tế trời, tương tự màu áo Cổn theo quy chế cổ:190.
| “                                                  | Vâng xét theo Chu Lễ, khi tế trời mặc Cổn Miện, các đời Hán, Đường, Tống, Minh, Thanh khi tế Giao và Thái Miếu đều dùng Cổn Miện, chỉ có ngày kị thì hôm ấy đổi áo để tỏ lòng hiếu mộ. Nay xin tham khảo phỏng theo, cứ hằng năm đến lễ Trừ tịch yết điện Kính Thiên và các lễ kính cáo ngày thường thì dùng sa đoạn Bắc, màu thiên thanh (màu huyền), thêu kiểu Long vân đại hội. | ” |
| — Lịch triều hiến chương loại chí, Lễ nghi chí:191 | |   |

Mỗi một triều đại phong kiến quân chủ, bất kể triều Lý, Trần, Lê, Nguyễn tại Việt Nam, triều Tống, Minh tại Trung Quốc hay triều Cao Ly, Triều Tiên, khi đặt định điển chương chế độ đều tham khảo những quy chế cổ điển, cơ bản của Trung Quốc, trên cơ sở đó tự tạo ra một nền văn hiến riêng biệt. Một bộ Cổn phục dành cho thiên tử phải thêu đủ 12 chương, một chiếc mũ Miện dành cho thiên tử phải có đủ 12 lưu. Bộ Cổn Miện của vua nhà Nguyễn có thể thấy qua các tư liệu tranh ảnh đều khớp với những quy chế cổ điển này, song các hoa văn, trang sức hay sự kết hợp các dạng phục sức đều có nhiều nét đặc sắc riêng biệt, không lẫn với bất kỳ vương triều nào của Trung Quốc hay Nhật Bản, Triều Tiên. Quy chế Cổn Miện dành cho hoàng tử, vương
công và bá quan nhà Nguyễn cũng tương tự như vậy:298.

### Triều Nguyễn

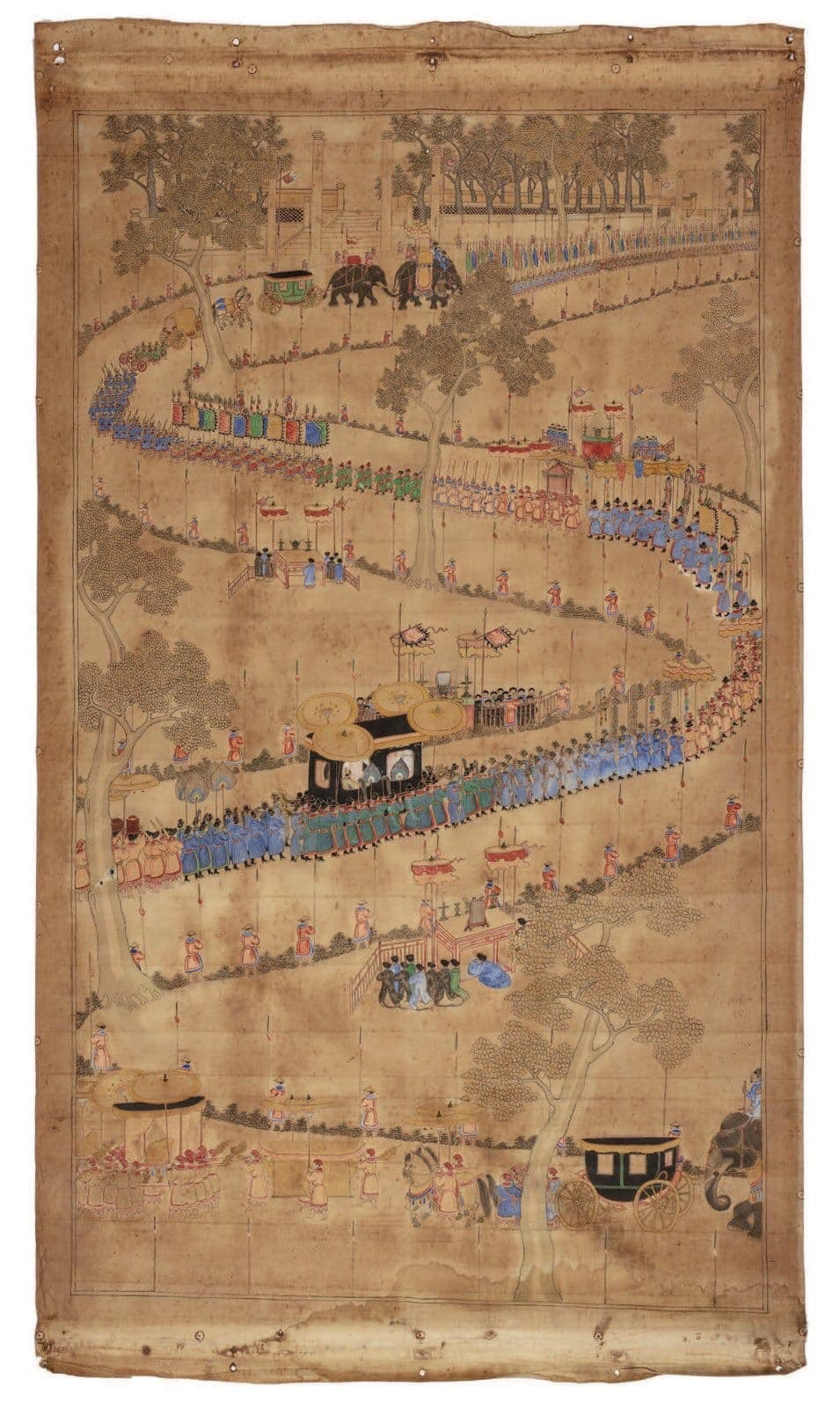
Tranh vẽ đoàn đại giá trong lễ tế Nam Giao thời Nguyễn

Trong tất cả các nghi lễ thuộc hàng đại tự của triều Nguyễn, lễ tế Nam Giao được xem là quan trọng nhất. Đây là lễ tế duy nhất trong lịch sử phong kiến Việt Nam còn được ghi chép lại cực kỳ chi tiết. Lế tế này là một ví dụ cụ thể và sinh động minh họa cho toàn bộ thể thức tiến hành một Lễ tế giao tại các nước Đông Á nói chung với những tư liệu về âm thanh và màu sắc, cách bài trí của vật tế và người tham gia tế lễ còn được ghi lại đến tận thế kỉ XX.
Từ khi Đàn Nam Giao được xây dựng xong (1806) cho đến khi nhà Nguyễn chấm dứt (1945), hằng năm triều Nguyễn đều tổ chức lễ tế Nam Giao vào mùa Xuân. Lễ tế Nam Giao lần đầu tiên được Vua Gia Long tổ chức vào ngày 27 tháng 3 năm 1807, hợp tế Trời và Đất, từ đó về sau các vua Nguyễn đều tế chung Trời Đất (tế Giao) nhưng mục đích chính là tế Trời. Từ năm 1886 đến năm 1890, triều đình Huế không tổ chức lễ tế Giao. Bắt đầu từ năm 1891, cứ 3 năm Triều đình tổ chức lễ tế Nam Giao một lần. Lễ tế Giao cuối cùng của triều Nguyễn là vào ngày 23 tháng 3 năm 1945. Như vậy, đã có tất cả 98 buổi đại lễ Nam Giao được tổ chức dưới triều Nguyễn.
Lễ Tế Giao năm Kỷ Hợi 1839 (năm Minh Mạng thứ 20) có sự tham gia của trên 4000 người (có năm lên tới 7000-8000 người): Trung đạo 1300 người, Tiền đạo 630 người, Hậu đạo 630 người, bày hàng ở đàn sở và Trai Cung 640 người, bày ở 2 đường tả hữu 300 người, ứng trực đàn sở 300 người, thủy sư trên các thuyền 300 người. Trong lễ tế Nam Giao, có thể đích thân nhà vua đứng làm chủ tế, hoặc giao cho quan Khâm mệnh Đại thần thay mặt làm chủ tế.
Sau Tết Nguyên Đán, Khâm thiên giám sẽ chọn ra một ngày tốt để dâng vua phê chuẩn. Sau đó, Triều đình sẽ tiến hành các công việc chuẩn bị cho lễ tế Nam Giao. Ngay từ thời đầu triều, vua Gia Long đã cho tiến hành nghi thức theo một trình tự khá quy củ, đặc biệt việc trai giới không chỉ được đặt ra với người chủ lễ mà còn cả với những người tham dự. Ba ngày trước khi tế, triều đình làm lễ đại triều ở điện Thái Hòa để các quan thề trai giới. Hai ngày trước khi tế có lễ tế cáo yết ở Thái Miếu để dâng hương và cáo với tổ tiên về việc tế Trời.
Điển chế cũng được áp dụng trong việc thực hiện trình tự trai giới rất nghiêm ngặt. Các quan đã thề trai giới rồi, mà phạm những quy định về giữ chay sạch trai giới trong thời gian này như: đi phúng đám tang, hỏi thăm người ốm, phê phán giấy tờ xử án, giết người và đi dự yến tiệc, đều bị phạt lương 1 tháng. Kể cả những viên quan có nhiệm vụ cử người đang có tang hoặc đang bị tội tham gia vào việc tế tự cũng bị tội liên đới, phạt 1 tháng lương; bản thân những viên quan được cử tham gia cũng bị phạt ở mức tương đương. Những người đã thề giữ trai giới nhưng lại không thực hiện đúng quy định cũng bị phạt 1 tháng lương.

#### Áo tế giao
Khi tế Giao, hoàng đế triều Nguyễn mặc áo thêu hình rồng năm móng, mặt trời, mặt trăng, các vì tinh tú, mây, núi, chim trĩ, sóng nước, rong tảo... Trong nhiều loại trang phục cung đình, duy nhất chỉ có chiếc áo này mới được trang trí những hình ảnh mang nhiều ý nghĩa biểu trưng như vậy. Vì thế, chiếc áo mà hoàng đế triều Nguyễn mặc khi tế Giao không chỉ là trang phục mà còn là vật biểu trưng cho vai trò của hoàng đế trong mối liên hệ giữa trời đất và con người. Trong số trang phục cung đình thời kỳ quân chủ Việt Nam, đây là chiếc áo tế Giao duy nhất còn lại cho đến ngày nay. Vì vậy, Áo tế Giao triều Nguyễn được công nhận là Bảo vật quốc gia năm 2015.
Đức bà Từ Cung trước khi mất (năm 1980) đã hiến tặng cho Nhà nước Việt Nam nhiều bộ trang phục hoàng gia, trong đó có bảo vật là chiếc áo tế Giao. Trung tâm Bảo tồn Di tích Cố đô Huế là đơn vị tiếp nhận.
Sách Khâm định Đại Nam hội điển sự lệ của triều Nguyễn mô tả những quy định về chiếc Long Cổn như sau: "Áo Cổn bằng sa mỏng bóng, toàn sợi tơ nhuộm màu thiên thanh, thêu mặt trời, mặt trăng, ngôi sao, núi, rồng, chim trĩ, dải rủ xuống thì thêu rồng mây, hoặc dùng sa mỏng trắng bóng toàn sợi tơ màu tuyết trắng. Cửa tay áo thêu rồng mây. Cổ áo bằng đoạn đậu 8 sợi tơ bóng màu quan lục, thêu chữ á (亞), trong lót lụa sắc trắng. Dải thùy lưu thêu rồng mây, sóng nước".

#### Nghi lễ
Thời vua Gia Long, đến ngày tế, vua đội mũ Cửu long, mặc áo bào vàng, đai ngọc, xiêm vàng, lên đàn làm lễ. Các quan dự tế đều mặc triều phục. Thời vua Minh Mạng, từ năm 1831 trở đi, nhà vua cho chế ngự phục, mặc áo cổn, đội mũ miện làm lễ. Các vương công và các quan từ chánh tam phẩm trở lên đều mặc cổn miện.
Trình tự nghi thức tế Giao cũng tương tự như các nghi thức tế đại tự khác của triều Nguyễn. Trong quá trình tế, ngoài phần tấu nhạc còn có múa Bát dật văn và Bát dật võ. Tất cả đều áo mũ sẵn sàng chia nhau đứng ở cấp thứ ba, phía Nam đàn Nam Giao, hai bên Đông, Tây cùng hướng vào nhau.
Khi làm lễ, ở tuần rượu lễ đầu (sơ hiến lễ), khi người giữ chuông đánh 3 tiếng chuông lớn, âm nhạc cử lên; vũ sư ở hai bên Đông, Tây đều giơ cờ tinh lên dẫn vũ sinh tới trên thềm, chia ra hai bên trái, phải đứng sau hàng ca công, đều quay mặt về phía Bắc, dàn làm 8 hàng múa can, thích. Ca công tấu bản nhạc xong thì người giữ khánh đánh 3 tiếng khánh lớn, vũ sư dẫn vũ sinh lui về chỗ cũ.
Ở tuần rượu lễ thứ nhì (á hiến lễ), vũ sư ở hai bên Đông và Tây đều giơ cờ tiết lên dẫn vũ sinh tới hàng, múa vũ, thược, trình tự cũng như tuần rượu đầu. Tuần rượu sau cùng, cũng múa như tuần thứ nhì, rồi đều lui đứng chỗ cũ. Làm lễ xong, vua trở về Trai cung, trăm quan làm lễ khánh thành, rồi vua hồi loan. Lúc này mới cử nhã nhạc, trăm quan quỳ đưa ở bên đường. Khi kiệu trở về, ở Trai cung nổi chuông cho đến khi vua ra đến cửa Bắc của đàn. Khi vua về đến Kinh thành, phát chín tiếng ống lệnh, nổi chuông nổi trống cho đến khi vua vào đến Tử Cấm Thành. Sẽ có một lễ cáo ở Thái Miếu như lúc đầu về việc tế Trời đã hoàn tất.
Kết thúc lễ tế Giao, ngoài chín nhạc chương tấu trong quá trình làm lễ, còn có một nhạc chương được tấu khi lễ thành và tiễn vua hồi cung.

#### Đoàn Ngự giá
| | Đoàn ngự giá thời vua Minh Mạng Trước một ngày, hữu ty chuẩn bị lỗ bộ đại giá. Đến giờ, vua lên kiệu ra cửa Hữu Túc, điện Càn Nguyên nổi chuông nổi trống. Kiệu đi, nghiêm đường. Đến cửa Hữu Đoan phát chín tiếng ống lệnh. Quan thủ thành, mặc phẩm phục quỳ đưa. Khi kiệu qua sông đến bờ nam, chuông trống ngừng. Đến cửa bắc của đàn, quan bồi tế mặc phẩm phục quỳ đón. ở Trai cung nổi chuông. Giá đến Trai cung thì chuông ngừng. Đến ngày tế, trước khi mặt trời mọc bảy khắc, Khâm thiên giám báo giờ. Ở Trai cung nổi chuông. Khi kiệu đến cửa tây của đàn, chuông ngừng. Vua lên đàn làm lễ. Lễ xong, về Trai cung. Các quan làm lễ khánh thành. Khi kiệu trở về, ở Trai cung nổi chuông. Đến cửa bắc của đàn, các quan quỳ đưa. Chuông ngừng. Đến cửa Thể Nguyên, phát chín tiếng ống lệnh. ở điện Càn Nguyên nổi chuông nổi trống. Đến cửa Tả Đoan, quan thủ thành quỳ đón. Đến cửa Túc Môn, chuông trống ngừng. Đại Nam thực lục chính biên, Đệ nhị kỷ, Quyển XVII |
| - Đoàn Ngự giá ra khỏi Ngọ Môn (1942) - Xe ngựa kéo của nhà vua - Binh lính khiêng cờ vẽ sao Bắc Đẩu - Ngự liễn của nhà vua và đoàn tùy tùng - Nhà vua ngồi trong ngự liễn cửa kính nhìn ra thần dân hai bên đường - Hoàng hậu Nam Phương cầm máy ảnh đứng bên đường vì lễ tế giao tuyệt đối không cho nữ giới tham dự | Đoàn ngự giá thời vua Bảo Đại Đạo ngự cổ kính của nhà vua qua khỏi cây cầu mới làm bằng xi-măng và sắt thép. Năm chú voi ngự quấn vải thêu rồng hình uốn lượn, chỉ kim tuyến lấp lánh trên nền vải đỏ. Một viên quản tượng ngồi trên lớp da cổ voi dày cộm. Một người khác cầm lọng đứng trên lưng voi. Các ngự lâm quân với binh phục trắng thắt đai điều đi hai bên. Màu trắng binh phục thật hài hòa với màu đỏ quấn trên mình voi. Tiếp sau, các ông đô thống diễu hành giữa hai đội quân lính cầm cờ thêu biểu tượng của vũ trụ học Trung Hoa. Đi giữa là lá cờ rất lớn màu xanh viền vàng mang hình chòm sao Bắc Đẩu. Người này cầm phiến, kẻ kia cầm cờ, cờ đuôi nheo, trên ấy thêu chữ những kim, mộc, thủy, hỏa, thổ, phong, vân, lôi, vũ, hay những con vật tượng trưng. Ngự đạo với lễ phục lộng lẫy vẽ nên một dải đỏ, xanh, vàng rực rỡ dưới ánh nắng mai. Các nhạc công, lính cầm đèn lồng, gươm, cờ Mao tiết, người thổi sáo, lọng vàng, cán đỏ. Tiếp đến sáu con ngựa kéo chiếc Long đình xa của vua Bảo Đại phủ rợp những phiến thêu rồng mây, chữ Phúc, Thọ. Nhiều người khiêng trên tay một chiếc long đình đặt lễ phục của vua cùng với hương án, ghế ngai. Tất cả các thứ ấy lắc lư dưới bóng những chiếc lọng lớn màu da cam. Hai cỗ mã ngự khoác gấm vàng. Chiếc xe kéo thếp vàng của Nhà vua. Cuối cùng, nhấp nhô trên làn sóng đỏ của lính loan giá, chiếc Long liễn của nhà vua được che bọc bởi những chiếc đại phiến (quạt lớn) và tàn lọng. Ngồi sau lớp kính trong, nhà vua mặc hoàng bào, thanh thản tiếp nhận sự tôn kính của thần dân đang chen chúc dài theo ngự đạo trong suốt cái ngày đại lễ ba năm mới có một lần ở cái xứ châu Á cổ xưa này. Ngự đạo được khép lại sau đoàn các Hoàng thân Tôn tước và các Đại thần ngồi trên xe kéo. Phẩm phục các vị mặc màu đỏ, tía, tím, xanh, hoa cà giống như một dấu dẫn nhịp trong luồng nhạc quang sinh động. A. De Rotalier, 'Indochine Hebdomadaire Illustré (số ra ngày 16/4/1942) |

### Hiện nay
Lễ tế Nam giao đã dần dần được phục dựng để đưa vào các Festival Huế từ những năm 2002, 2004, 2006, 2008.